# بليندا تشانغ
بليندا تشانغ (بالإنجليزية: Belinda Chang)‏ (1963)؛ روائية .